# Haplotropis brunneriana
Haplotropis brunneriana är en insektsart som beskrevs av Henri Saussure 1888. Haplotropis brunneriana ingår i släktet Haplotropis och familjen Pamphagidae. Inga underarter finns listade i Catalogue of Life.